# Benjamin Le Montagner
Pour les personnes ayant le même patronyme, voir Le Montagner.
Benjamin Le Montagner, né le 16 juin 1988 à Léhon (Côtes-du-Nord), est un coureur cycliste français. Son frère Maxime a été professionnel en 2012 et 2013.

## Biographie
Membre de l'équipe Côtes d'Armor-Marie Morin en 2012, Benjamin Le Montagner remporte notamment la première étape du Tour de Bretagne devant Eugenio Alafaci et termine troisième de la deuxième étape puis il participe au Kreiz Breizh Elites où il termine deuxième et troisième d'étape.
Il signe un contrat professionnel en 2013 avec l'équipe continentale professionnelle française Bretagne-Séché Environnement. 
Après deux saisons dans cette formation, il redevient amateur en 2015 à l'UC Nantes Atlantique. Au cours de l'année, il gagne une étape du étape du Tour d'Eure-et-Loir, manche de la Coupe de France DN1 puis le Grand Prix de Dinan et celui de Plénée-Jugon. À l'automne, il change d'équipe et rejoint son frère Maxime chez Côtes d'Armor-Marie Morin.

## Palmarès et résultats

### Palmarès par année
- 2004
  -  Champion de Bretagne de cyclo-cross juniors
- 2008
  - Orvault-Saint-Nazaire-Orvault
  - 3e étape du Tour de Pays de Lesneven
  - 3e du Tour de Pays de Lesneven
- 2009
  - 3e du Challenge Mayennais
- 2011
  - 1re étape de la Ronde Finistérienne
  - 3e étape du Tour Val de Saintonge
  - 3e de l'Étoile de Tressignaux
- 2012
  -  Champion de Bretagne sur route
  - 1re étape du Tour de Bretagne
  - Circuit d'Armorique
  - Tour du Pays de Belle-Isle-en-Terre
  - 3e de la Flèche de Locminé
  - 3e de Redon-Redon
- 2015
  - 4e étape du Tour d'Eure-et-Loir
  - Grand Prix de Dinan
  - Grand Prix de Plénée-Jugon
  - 2e de Redon-Redon
  - 2e du Tour de Rhuys
- 2016
  - Challenge du Guinefort
  - 3e du Grand Prix de Cherves
- 2017
  - Circuit de la Vallée de Tréauray
  - Grand Prix de Quessoy
  - 2e du Grand Prix U
  - 3e de la Ronde Briochine

### Classements mondiaux
| Année           | 2012 | 2013 | 2014 |
| --------------- | ---- | ---- | ---- |
| UCI Europe Tour | 477e | nc   | nc   |